# الکساندر یاتسنکو
الکساندر یاتسنکو (اوکراینی: Олександр Вікторович Яценко؛ زادهٔ ۲۴ فوریهٔ ۱۹۸۵) یک بازیکن فوتبال اهل اوکراین است.
وی همچنین در تیم ملی فوتبال اوکراین بازی کرده‌است.